# Rapport (Bauwesen)
Im Baubereich werden häufig Rapportlisten für das interne, aber auch externe Controlling benutzt.
Ein Handwerksbetrieb kann z. B. folgende Rapportlisten führen:
- eingehende Störmeldungen
- eingehende Angebotsanfragen
- Angebotsverfolgung
- eingehende Mängel

Die Rapportlisten werden wöchentlich/täglich durchgegangen und verhindern, dass Aufträge liegen bleiben. Trotz EDV haben Rapportlisten immer noch auf dem Papier ihren Platz. Die wenigsten Unternehmen bedienen sich, aus Gründen der Übersichtlichkeit, einer Rapportsoftware.
Nicht zu verwechseln sind Rapportlisten mit Aufgaben/Aufgabenlisten, welche z. B. in Outlook zu finden sind.
Die Rapportlisten werden am Ende häufig auch den Kunden zugesendet und sind damit ein wichtiger Teil der Rechnung.
Daneben bezeichnet Rapport eine Aufstellung außervertraglich vergüteter Stundenlohnleistungen.